# Nutkacypress
Nutkacypress (Xanthocyparis nootkatensis) är en cypressväxtart som först beskrevs av David Don, och fick sitt nu gällande namn av Aljos K. Farjon och Harder. I den svenska databasen Dyntaxa används istället namnet Cupressus nootkatensis. Enligt Catalogue of Life ingår Nutkacypress i släktet Xanthocyparis och familjen cypressväxter, men enligt Dyntaxa är tillhörigheten istället släktet cypresser och familjen cypressväxter. Inga underarter finns listade i Catalogue of Life.

## Utbredning
Utbredningsområdet är ett smalt band i västra Nordamerika från Prince William Sound i Alaska till gränsen mellan delstaterna Oregon och Kalifornien. Arten växer i låglandet och i bergstrakter upp till 2 300 meter över havet.
Arten förekommer tillfälligt i Sverige, men reproducerar sig inte.

## Ekologi
I Alaska bildas i lägre trakter oftast trädgrupper eller skogar tillsammans med sitkagran. På bergstopparna bildar arten skogar med contortatall och berghemlock. I västra Kanada är nutkacypress i låglandet associerat med Abies amabilis, jättetuja, jättehemlock och arter av tallsläktet. I högre västkanadensiska områden är barrskogar med berghemlock vanliga.
Längre söderut hittas arten ofta tillsammans med Abies amabilis och kaskadgran samt på bergstoppar med berggran, Pinus albicaulis och berghemlock. Nutkacypress hittas även utformad som buske i buskskogar.

## Status
Skadade skogar där nutkacypress ingår har observerats men orsaken är inte känd. Artens fasta trä används för båtar och för utemöbler. Export av brädor till Japan är vanligt förekommande. Den används även som prydnadsväxt i stadsparker och trädgårdar. Nutkacypress hittas i olika nationalparker och i andra skyddsområden. IUCN kategoriserar arten globalt som livskraftig.

## Bildgalleri

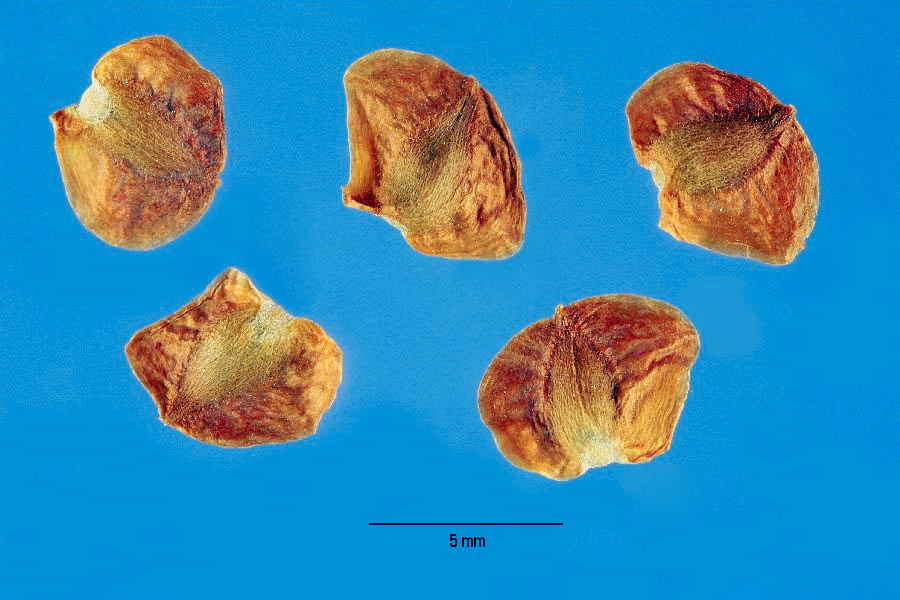
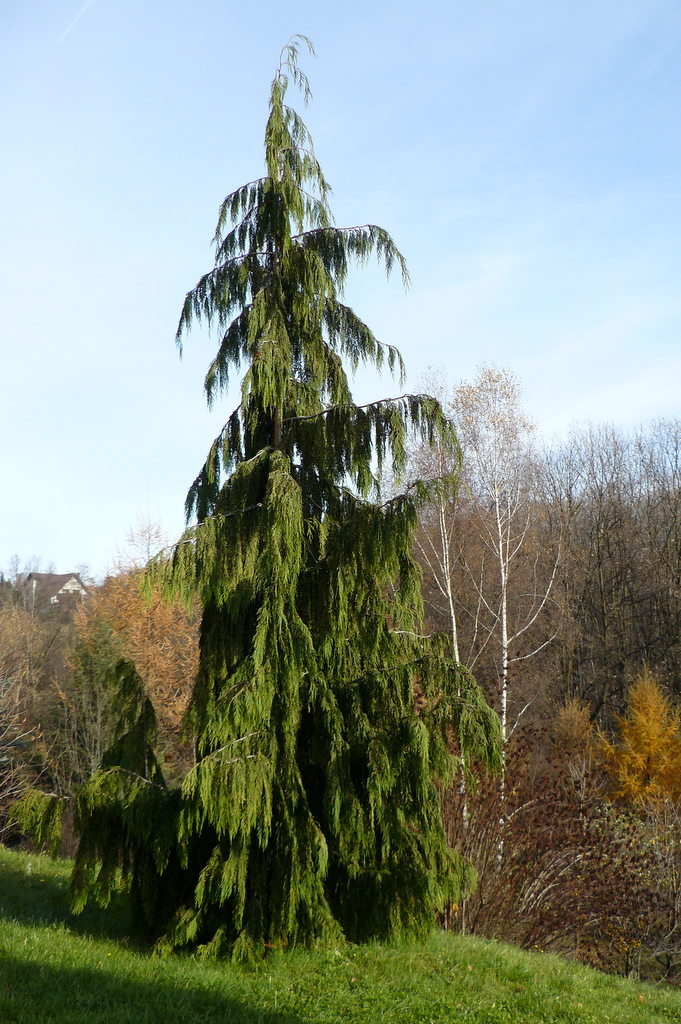
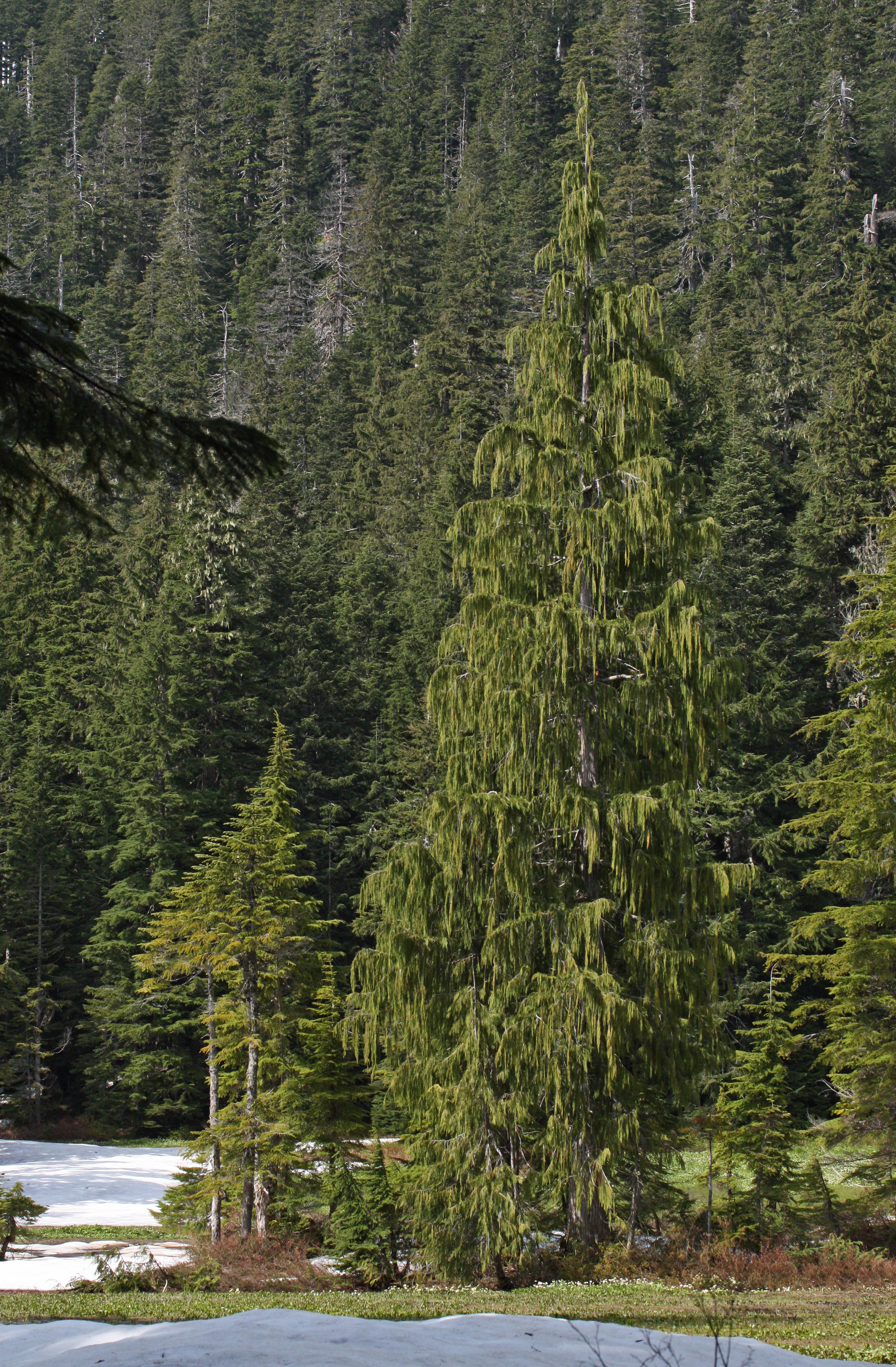
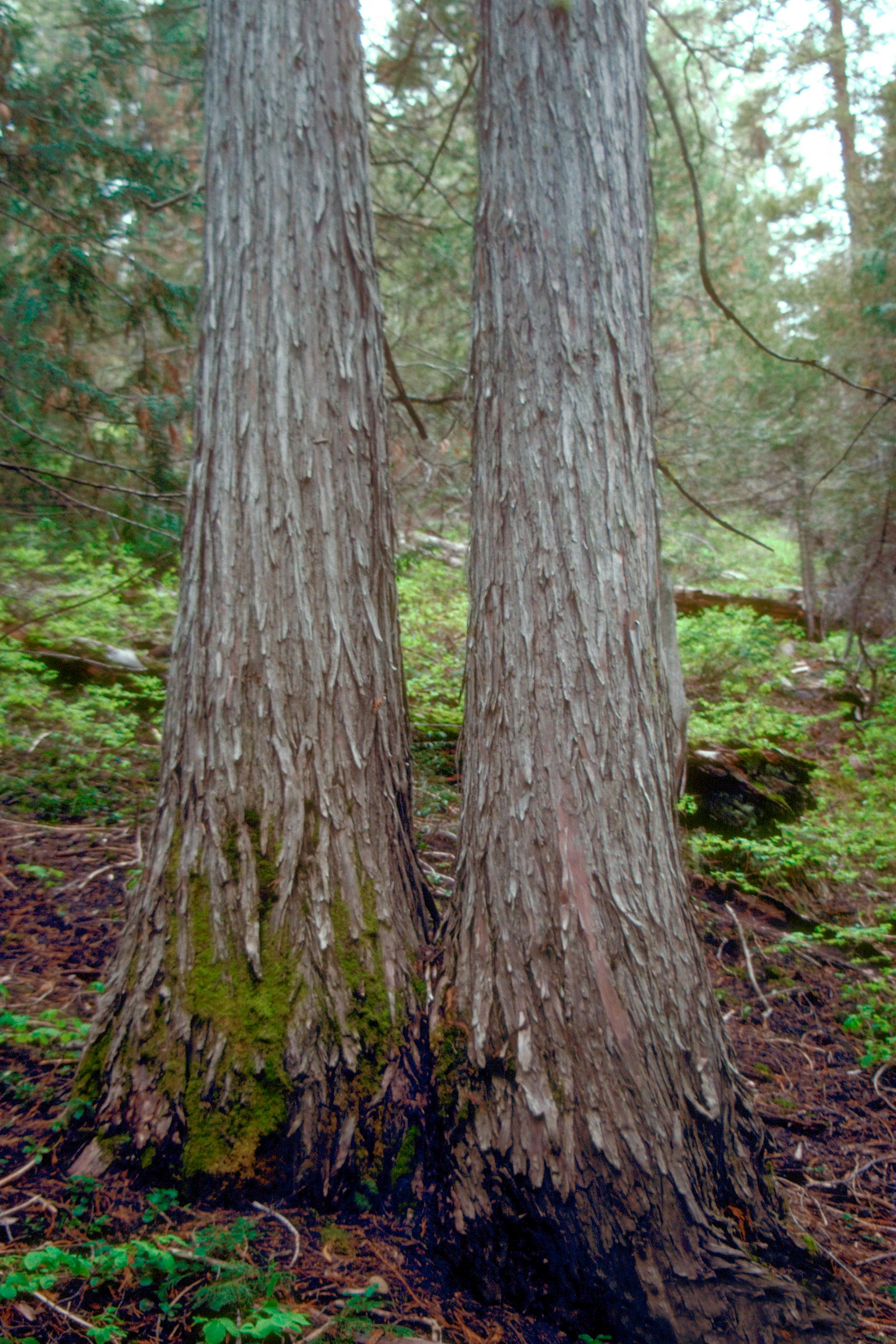
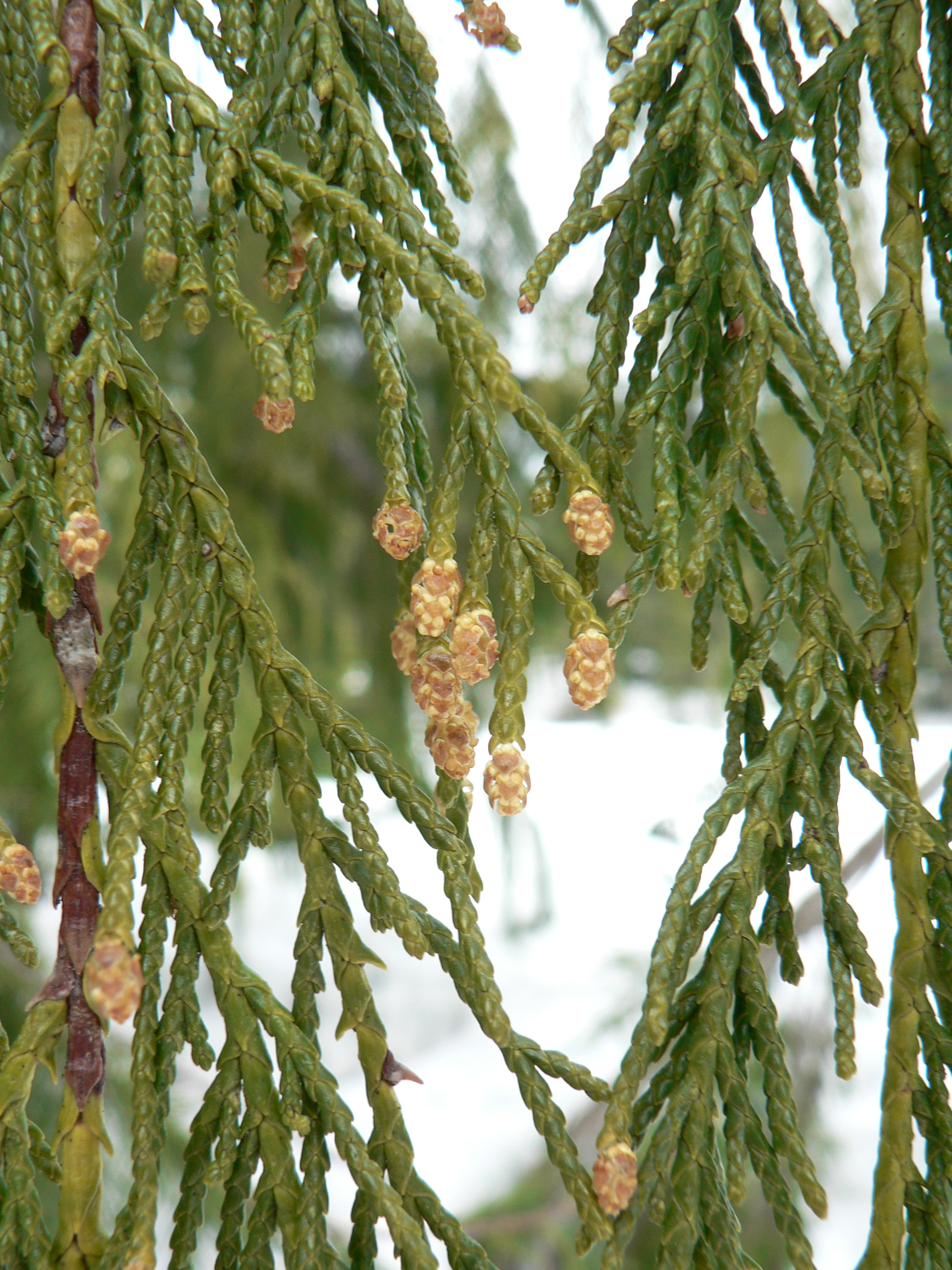
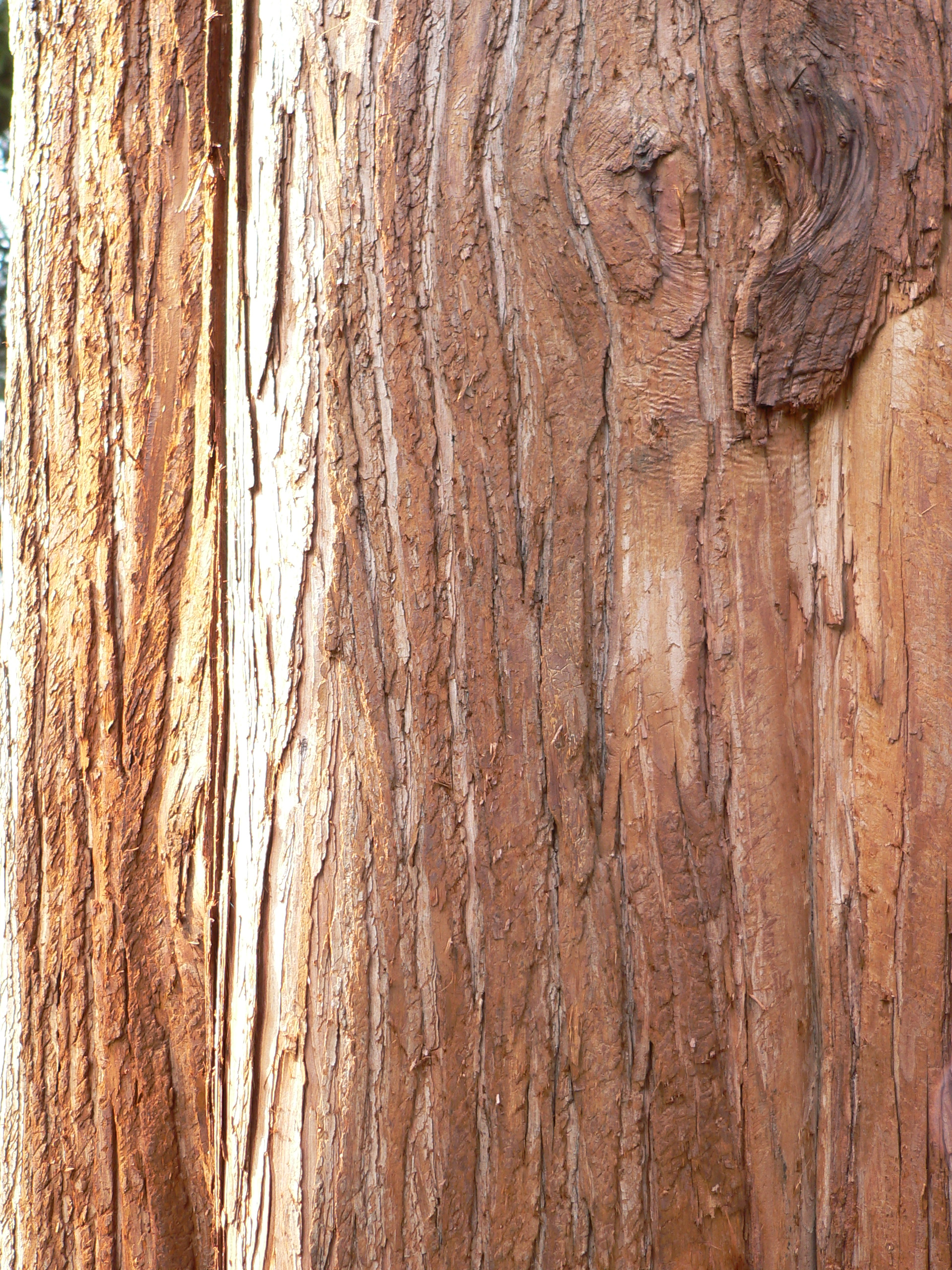